# Општина Церкно
Општина Церкно (словен. Cerkno) је једна од општина Горишке регије у држави Словенији. Седиште општине је истоимени градић Церкно.

## Природне одлике
Рељеф: Општина Церкно налази се на западу државе. У средишњем делу општине налази долина реке Идријце. Северни и јужни део општине су планински. Јулијски Алпи пружају се на северу, а планина Јаворник на југу општине.
Клима: У општини влада оштрија, планинска варијанта умерено континенталне климе.
Воде: Најважнији водоток у општини је река Идријца, која овде тече средњим делом тока. Сви остали водотоци су мали и њене притоке.

## Становништво
Општина Церкно је ретко насељена.

## Насеља општине
| - Буково - Горењи Новаки - Горје - Долењи Новаки - Закојца - Закриж | - Јагршче - Јазне - Јесеница - Лабиње - Лазец - Лазница | - Орехек - Оталеж - Планина при Церкнем - Плужње - Подланишче - Подплече | - Поче - Полице - Пољане - Равне при Церкнем - Река - Стража | - Травник - Требенче - Церкљански Врх - Церкно - Чеплез - Шебреље |  |